# Război de anihilare
Un război de anihilare (în germană Vernichtungskrieg) sau război de exterminare este un tip de război în care scopul este anihilarea completă a unui stat, a unui popor sau a unei minorități etnice prin genocid sau prin distrugerea mijloacelor lor de subzistență. Scopul poate fi orientat spre exterior sau spre interior, împotriva unor elemente ale propriei populații. Scopul nu este, ca alte tipuri de război, recunoașterea unor obiective politice limitate, cum ar fi recunoașterea unui statut juridic (ca într-un război de independență), controlul unui teritoriu aflat în dispută (ca în război de agresiune sau război defensiv) sau înfrângere militară totală⁠(d) a unui stat inamic.

## Caracteristici
Războiul de anihilare este definit ca o formă radicalizată de război în care „toate limitele psiho-fizice” sunt abolite:62:62. Cercetătorul în științe sociale Jan Philipp Reemtsma⁠(d) de la Institutul de Cercetări Sociale din Hamburg consideră că războiul, „care, în cel mai rău caz, este menit să distrugă sau chiar să decimeze o populație”, reprezintă nucleul războiului de anihilare:377, 386-398. Organizarea statală a inamicului urmează să fie zdrobită. O altă caracteristică a unui război de anihilare este caracterul său ideologic și respingerea negocierilor cu inamicul, după cum a arătat istoricul Andreas Hillgruber⁠(d) dând exemplul Frontului de Răsărit din Al Doilea Război Mondial purtat între Germania Nazistă și Uniunea Sovietică. Legitimitatea și credibilitatea adversarului sunt negate, retrogradate la statutul de inamic total, cu care nu poate exista înțelegere, ci se dedică mai degrabă totalitatea propriului popor, război și politici [ca] triumf al ideii de război de anihilare („Volk, Krieg und Politik [als] Triumph der Idee des Vernichtungskrieges”):397.

## Evoluție

### Rebeliunea tribului Herero
Mediile politice de comunicare ale  Partidului Social Democrat din Germania au difuzat termenul „Vernichtungskrieg” pentru a critica acțiunea împotriva insurgenților în timpul  „razboaielor Herero:301–305.
În ianuarie 1904, a început luptele împotriva rebeliunii populațiilor herero și nama în colonia germană Africa de Sud-Vest Germană. Această revoltă a fost înfrântă până în august 1904 de cei 15.000 de soldați de sub comanda generalului locotenent Lothar von Trotha⁠(d). Cei mai mulți herero s-au refugiat în regiunea Omaheke, o prelungire a deșertului Kalahari, unde von Trotha i-a izolat și i-a alungat pe refugiați din puținele puncte cu apă de băut, astfel că mii de herero împreună cu familiile și turmele lor de vite au murit de sete. Von Trotha și-a câștigat supranumele de Vernichtungsbefehl („Comandamentul Anihilării”):
Herero nu mai sunt supuși germani. [...] În interiorul graniței germane, fiecare herero cu sau fără pușcă, cu sau fără vite, va fi împușcat, nu voi mai primi femei și copii, nu-i voi mai conduce înapoi la poporul lor sau voi lăsa să îi împuște
.
Războiul lui Trotha viza anihilarea completă a Herero ("Cred că națiunea trebuie distrusă ca atare”:292 și acțiunile sale au fost sprijinite în special de Alfred von Schlieffen și Kaiserul Wilhelm al II-lea.:398. Prin urmare, demersul său este considerat a fi primul genocid al secolului al XX-lea. Acțiunea lui Trotha a stârnit indignare în Germania și în străinătate. La sugestia cancelarului Bernhard von Bülow, împăratul a anulat ordinul de anihilare la două luni după evenimentele din Omaheke. Politica lui Trotha a rămas în mare parte neschimbată până la îndepărtarea sa de la post în noiembrie 1905.

### Concepția lui Ludendorff
Războiul de anihilare a fost o dezvoltare ulterioară a conceptului de război total, pe care fostul șeful intendenței Cartierului general imperial Erich Ludendorff îl concepuse. Ulterior, într-un război viitor, victoria trebuie să aibă o prioritate nelimitată asupra tuturor celorlalte preocupări ale societății: toate resursele ar trebui să fie exploatate, voința națiunii ar trebui să fie disponibilă înainte ca izbucnirea ostilităților să fie unificată prin propagandă și violență dictatorială, toate armele disponibile ar trebui să fie utilizate și nu ar putea fi luată în considerare dreptul internațional. Chiar și în obiectivele sale, războiul total este nelimitat, după cum a demonstrat experiența Primului Război Mondial:
El nu a fost purtat numai de puterile militare ale statelor implicate în război, care își căutau reciproc distrugerea; popoarele însele au fost puse în slujba războiului, războiul a fost, de asemenea, îndreptat împotriva lor și le-a afectat profund [...] Luptei împotriva forțelor inamice pe fronturi imense și pe mări vaste i s-a alăturat lupta împotriva psihicului și vitalității popoarelor inamice în scopul dezintegrării și paralizării lor.:48
În această delimitare conceptuală a războiului, Ludendorff a putut să se inspire din discursul teoretico-militar german, care se formase în confruntarea cu „războiul popular” pe care a Treia Republică Franceză nou creată îl dezvoltase în toamna și iarna anului 1870 împotriva invadatorilor prusaco-germani din Războiul Franco-German.
Ludendorff s-a ocupat, de asemenea, de Carl von Clausewitz și de lucrarea sa publicată postum în 1832, Despre război, în care făcea distincție între războaiele „absolute” și cele „limitate”. Dar chiar și pentru Clausewitz războiul absolut era supus unor restricții, cum ar fi distincția între combatanți și non-combatanți, între militari și civili sau între public și privat. Ludendorff susținea acum că în războiul total nu mai este vorba de un „scop politic mărunt”, nici măcar de „marile ... interese naționale”, ci de pura susținerea vieții națiunii (Lebenserhaltung), a identității sale. Această amenințare existențială justifică, de asemenea, anihilarea inamicului, cel puțin morală, dacă nu fizică:613. Eforturile lui Ludendorff de radicalizare a războiului (de care era responsabil din 1916) s-au lovit de bariere sociale, politice și militare. În anul 1935, sfaturile sale se aflau atunci, după cum scrie istoricul Robert Foley, „pe un teren fertil”. Timpul părea copt pentru o delimitare și mai radicală a războiului de către naziști.

### Războiul nazist
Cel mai cunoscut exemplu de Vernichtungskrieg este Frontul de Est din al Doilea Război Mondial, care a început la 22 iunie 1941, cu Invazia germană a Uniunii Sovietice. Istoricul Ernst Nolte⁠(d) de la Universitatea Liberă din Berlin l-a numit „cel mai atroce război de înrobire și anihilare (Versklavungs- und Vernichtungskrieg) cunoscut de istoria modernă” și l-a diferențiat de un „război normal”, precum cel dus de regimul nazist împotriva Franței:451.
Potrivit lui Andreas Hillgruber⁠(d), Hitler a avut patru motive în lansarea Operațiunii Barbarossa, și anume
- Exterminarea nu numai a „elitei bolșevice evreiești” care ar fi condus Uniunea Sovietică de la preluarea puterii în Revoluția Rusă din 1917, ci și exterminarea fiecărui evreu din Uniunea Sovietică, bărbat, femeie sau copil.
- Oferirea Germaniei de spațiului vital (Lebensraum) prin stabilirea a milioane de coloniști germani în ceea ce urma să fie în curând „fosta Uniune Sovietică”, ceea ce ar fi necesitat o deplasare masivă a populației, deoarece milioane de Untermenschen (suboameni) ruși ar fi trebuit să fie forțați să părăsească casele pentru a face loc coloniștilor din rasa superioară (Herrenvolk).
- Transformarea rușilor și a altor popopoare slave care nu au fost expulzați din casele lor în sclavi care să furnizeze Germaniei o forță de muncă ultra ieftină, care să fie exploatată la maxim.
- Utilizarea vastelor resurse naturale ale Uniunii Sovietice pentru furnizarea pietrei de temelie a unei zone economice dominate de Germania în Eurasia, care ar fi imună la blocadă și ar oferi Germaniei suficientă putere economică pentru ca să permită celui de-al Treilea Reich să domine întreaga lume.

Mai târziu, Hillgruber a descris în mod explicit caracterul Frontului de Est ca fiind „un război de anihilare ideologic-rasială”:191. Operațiunea Barbarossa poate fi găsită, de asemenea, în predarea istorico-politică din școlile de învățământ general ca exemplu istoric de război de exterminare.
Conceptul de război de anihilare a fost intens dezbătut în anii 1990 cu referire la Wehrmachtsausstellung (Expoziția Wehrmacht) al Institutului de Cercetări Sociale din Hamburg, care purta în titlu cuvântul „Vernichtungskrieg”:116-173. Că Operațiunea Barbarossa urma să fie un război de anihilare, a declarat deschis Adolf Hitler la 30 martie 1941, în fața generalilor Wehrmachtului:
Luptă două viziuni asupra lumii una împotriva celeilalte. O judecată tăioasă asupra bolșevismului echivalează cu criminalitatea asocială. Comunismul este un pericol imens pentru viitor. Trebuie să ne îndepărtăm de punctul de vedere al camaraderiei între soldați. Comunistul nu este un tovarăș nici înainte și nici după. Este o luptă pentru anihilare. Dacă nu o vedem așa, atunci vom învinge inamicul, dar peste 30 de ani ne vom confrunta din nou cu inamicul comunist. Nu purtăm un război pentru a păstra inamicul. [...] Luptați împotriva Rusiei: distrugeți comisarii bolșevici și intelectualitatea comunistă. [...] Lupta va fi foarte diferită de lupta din apus. În răsărit, greutățile sunt blânde pentru viitor. Liderii trebuie să-și ceară sacrificiul de a-și depăși reticențele
.
Orientarea Operațiunii Barbarossa ca un război de anihilare planificat în prealabil dovedește comandamentele pregătite în conformitate cu orientările generale citate de Adolf Hitler la 30 martie 1941 înainte de începerea campaniei, cum ar fi Decretul Barbarossa din 13 mai 1941, Orientările pentru conducerea trupelor în Rusia din 19 mai 1941 și Ordinul comisarului din 6 iunie 1941:226. Orientările germane privind politica agricolă în teritoriile sovietice care urmau să fie cucerite sunt unul dintre cele mai grave exemple ale unei strategii de jaf și anihilare. În cadrul unei reuniuni a secretarilor de stat din 2 mai 1941, a fost pregătit Planul foametei: „Acest lucru va înfometa, fără îndoială, zeci de milioane de oameni dacă vom obține ceea ce ne trebuie din țară”</ref>.
Istoricul german Jochen Böhler⁠(d) a considerat invazia Poloniei din 1939 drept „preludiu la Vernichtungskrieg” împotriva Uniunii Sovietice din 1941.:77-92:165-172.

## Utilizarea termenului
Istoricul german Joachim Hoffmann⁠(d) în cartea sa  Stalins Vernichtungskrieg 1941–1945 (Războiul de exterminare al lui Stalin 1941-1945) (1995) a citat un discurs al lui Iosif Stalin din 6 noiembrie 1941. Stalin a spus: „Ei bine, dacă germanii vor un război de anihilare, îl vor avea (aplauze furtunoase, prelungite). De acum înainte, sarcina noastră va fi sarcina tuturor popoarelor Uniunii Sovietice, sarcina luptătorilor, a comandanților și a funcționarilor politici ai armatei și flotei noastre, să distrugem până la ultimul om pe toți germanii invadatori care ocupă teritoriul patriei noastre. Fără milă față de ocupanții germani!". Conform declarațiilor ulterioare ale lui Stalin din lunile următoare, Stalin nu se referea la o anihilare completă a Germaniei ca obiectiv al războiului condus de el:33:205:424.